# Myrrhidendron maxonii
Myrrhidendron maxonii är en flockblommig växtart som beskrevs av John Merle Coulter och Joseph Nelson Rose. Myrrhidendron maxonii ingår i släktet Myrrhidendron och familjen flockblommiga växter. Inga underarter finns listade i Catalogue of Life.